# Rally de Portugal de 2009
El Rally de Portugal de 2009, oficialmente 43.º Vodafone Rally de Portugal, fue la 43.ª edición y la cuarta ronda de la temporada 2009 del Campeonato Mundial de Rally. Se celebró en los alrededores de Almancil del 2 al 5 de abril y contó con un itinerario de dieciocho tramos sobre tierra que sumaban un total de 361.36 km cronometrados.

## Itinerario y ganadores
| Día         | Tramo | Hora  | Tramo              | Distancia | Ganador            | Tiempo  | Líder rally        |
| ----------- | ----- | ----- | ------------------ | --------- | ------------------ | ------- | ------------------ |
| 1 (2-3 abr) | SS1   | 16:50 | Estadio Algarve 1  | 2.21 km   | Henning Solberg    | 2:09.6  | Henning Solberg    |
| 1 (2-3 abr) | SS2   | 10:15 | Ourique 1          | 23.42 km  | Jari-Matti Latvala | 14:26.9 | Jari-Matti Latvala |
| 1 (2-3 abr) | SS3   | 11:12 | Silves 1           | 21.54 km  | Jari-Matti Latvala | 12:11.6 | Jari-Matti Latvala |
| 1 (2-3 abr) | SS4   | 11:55 | Malhao 1           | 22.04 km  | Sébastien Loeb     | 14:10.8 | Daniel Sordo       |
| 1 (2-3 abr) | SS5   | 15:00 | Ourique 2          | 23.42 km  | Mikko Hirvonen     | 14:27.3 | Mikko Hirvonen     |
| 1 (2-3 abr) | SS6   | 15:57 | Silves 2           | 21.54 km  | Daniel Sordo       | 12:09.8 | Mikko Hirvonen     |
| 1 (2-3 abr) | SS7   | 16:40 | Malhao 2           | 22.04 km  | Sébastien Loeb     | 14:06.6 | Mikko Hirvonen     |
| 2 (4 abr)   | SS8   | 09:55 | Santa Clara 1      | 22.61 km  | Sébastien Loeb     | 13:52.3 | Mikko Hirvonen     |
| 2 (4 abr)   | SS9   | 10:30 | Almodovar 1        | 27.18 km  | Sébastien Loeb     | 17:14.6 | Sébastien Loeb     |
| 2 (4 abr)   | SS10  | 11:40 | Vascao 1           | 22.8 km   | Sébastien Loeb     | 14:47.2 | Sébastien Loeb     |
| 2 (4 abr)   | SS11  | 14:50 | Santa Clara 2      | 22.61 km  | Sébastien Loeb     | 13:50.0 | Sébastien Loeb     |
| 2 (4 abr)   | SS12  | 15:25 | Almodovar 2        | 27.18 km  | Sébastien Loeb     | 17:20.3 | Sébastien Loeb     |
| 2 (4 abr)   | SS13  | 16:35 | Vascao 2           | 22.8 km   | Sébastien Loeb     | 14:40.6 | Sébastien Loeb     |
| 3 (5 abr)   | SS14  | 07:50 | Loule 1            | 22.65 km  | Sébastien Loeb     | 15:46.6 | Sébastien Loeb     |
| 3 (5 abr)   | SS15  | 08:45 | S. Bras Alportel 1 | 16.23 km  | Sébastien Loeb     | 11:40.1 | Sébastien Loeb     |
| 3 (5 abr)   | SS16  | 11:16 | Loule 2            | 22.65 km  | Mikko Hirvonen     | 15:34.9 | Sébastien Loeb     |
| 3 (5 abr)   | SS17  | 12:11 | S. Bras Alportel 2 | 16.23 km  | Mikko Hirvonen     | 11:36.0 | Sébastien Loeb     |
| 3 (5 abr)   | SS18  | 14:00 | Estadio Algarve 2  | 2.21 km   | Henning Solberg    | 2:08.8  | Sébastien Loeb     |

## Clasificación final
| Pos.    | Piloto             | Copiloto             | Automóvil                      | Tiempo    | Diferencia | Puntos  |
| General | General            | General              | General                        | General   | General    | General |
| ------- | ------------------ | -------------------- | ------------------------------ | --------- | ---------- | ------- |
| 1       | Sébastien Loeb     | Daniel Elena         | Citroën C4 WRC                 | 3:53:13.1 | 0.0        | 10      |
| 2       | Mikko Hirvonen     | Jarmo Lehtinen       | Ford Focus RS WRC 08           | 3:53:37.4 | 24.3       | 8       |
| 3       | Dani Sordo         | Marc Marti           | Citroën C4 WRC                 | 3:54:58.5 | 1:45.4     | 6       |
| 4       | Petter Solberg     | Phil Mills           | Citroën Xsara WRC              | 3:55:57.7 | 2:44.6     | 5       |
| 5       | Henning Solberg    | Cato Menkerud        | Ford Focus RS WRC 08           | 3:58:59.4 | 5:46.3     | 4       |
| 6       | Mads Østberg       | Ole Kristian Unnerud | Subaru Impreza WRC 08          | 3:59:33.9 | 6:20.8     | 3       |
| 7       | Federico Villagra  | José Díaz            | Ford Focus RS WRC 08           | 4:06:12.6 | 12:59.5    | 2       |
| 8       | Khalid al-Qassimi  | Michael Orr          | Ford Focus RS WRC 08           | 4:11:24.8 | 18:21.7    | 1       |
| JWRC    |                    |                      |                                |           |            |         |
| 1       | Michal Kosciuszko  | Maciek Szczepaniak   | Suzuki Swift S1600             | 4:22:38.6 | 0.0        | 10      |
| 2       | Kevin Abbring      | Erwin Mombaerts      | Renault Clio R3                | 4:28:45.1 | 6:06.5     | 8       |
| 3       | Hans Weijs Jr.     | Bjorn Degandt        | Citroën C2 S1600               | 4:32:01.3 | 9:22.7     | 6       |
| 4       | Luca Griotti       | Corrado Bonato       | Renault Clio R3                | 4:37:48.7 | 15:10.9    | 5       |
| 5       | Alessandro Bettega | Simone Scattolin     | Renault Clio R3                | 4:49:23.1 | 26:44.5    | 4       |
| 6       | Simone Bertolotti  | Luca Celestini       | Suzuki Swift S1600             | 5:04:38.9 | 42:00.3    | 3       |
| PWRC    |                    |                      |                                |           |            |         |
| 1       | Armindo Araujo     | Miguel Ramalho       | Mitsubishi Lancer Evolution IX | 4:15:31.6 | 0.0        | 10      |
| 2       | Martin Prokop      | Jan Tománek          | Mitsubishi Lancer Evolution IX | 4:16:38.7 | 1:07.1     | 8       |
| 3       | Eyvind Brynildsen  | Denis Giraudet       | Mitsubishi Lancer Evolution IX | 4:16:44.7 | 1:13.1     | 6       |
| 4       | Nasser Al-Attiyah  | Giovanni Bernacchini | Subaru Impreza WRX STi         | 4:26:09.2 | 10:37.6    | 5       |
| 5       | Mark Tapper        | Jeff Rudd            | Mitsubishi Lancer Evolution X  | 4:41:21.2 | 25:49.6    | 4       |
| 6       | Gianluca Linari    | Andrea Cecchi        | Subaru Impreza WRX STi         | 4:43:39.3 | 28:07.7    | 3       |
| 7       | Gaurav Singh Gill  | David Senior         | Subaru Impreza WRX STi         | 4:46:25.3 | 30:53.7    | 2       |
| 8       | Martin Semerád     | Bohuslav Ceplecha    | Mitsubishi Lancer Evolution X  | 5:00:32.7 | 45:01.1    | 1       |